# 1722 год в литературе
В 1722 году выпущены следующие известные произведения:

## События
- В Брюсселе Жан-Батист Руссо сошёлся с Вольтером, но дружба их не замедлила перейти в яростную ненависть.
- Десятилетнего Жан-Жак Руссо покинул его отец, Исаак.
- Уильям Вууд получил патент, для выдачи медных монет в Ирландии.
- Эдмунд Болтон Его произведение Hypercritica опубликуется через 100 лет после написания произведения.

## Новые книги
- Пенелопа Обен — The Life and Amorous Adventures of Lucinda (художественная литература)
  - The Noble Slaves (художественная литература)
- Фануэль Бэйкон — The Kite
- Дэниел Беллами — The Cambro-Britannic Engineer
- Томас Кук — Мальборо (Marlborough) (издан после его смерти)
- Сэмюэл Кроксолл — Басни Эзопа и других авторов (Fables of Aesop and Others)
- Даниель Дефо — Молль Флендерс (Moll Flanders)
  - Дневник чумного года
  - Colonel Jack
  - Due Preparations for the Plague
  - Religious Courtship
- Джон Деннис — A Defence of Sir Fopling Flutter
- Уильям Гамильтон[англ.] — The Life and Heroick Actions of the Renoun'd Sir William Wallace
- Элиза Хайвуд — The British Recluse (художественная литература)
- Хильдебранд Джакоб — Bedlam
- Аллан Рэмси — Fables and Tales
- Сэр Чарльз Сидли — Works
- Виллем Севел — The History of the Rise, Increase, and Progress of the Christian People Called Quakers
- Джонатан Свифт — A Satirical Elegy on the Death of a Late Famous General (satire on Marlborough, written before his death)
- Меттью Тиндалл — A Defence of Our Present Happy Establishment
- Исаак Уоаттс — Death and Heaven
- Уильям Уолластон — The Religion of Nature Delineated («Очерк религии природы»).

## Драмы
- Генри Кери - Hanging and Marriage
- Пьер Карле де Шамблен де Мариво - La Surprise de l'amour
- Амброс Филипс - The Briton
- Арчибальд Питкейрне - The Assembly, or Scotch Reformation
- Ричард Стил - The Conscious Lovers

## Поэзия
- Томас Парчелл - Poems on Several Occasions
- Елизабет Томас - Miscellany Poems on Several Subjects

## Родились
- 23 января — Варис Шах, пенджабский суфийский поэт (умер в 1798).
- 24 февраля - Джон Бургоний, солдат и драматург
- Апрель - Джоезеф Уортон, Английский поэт и критик (умер в 1800)
- 11 апреля - Christopher Smart, Английский поэт (умер в 1771)
- 22 сентября - John Home, Драматург (умер в 1808)
- 4 октября - Dominic Schram, теолог (умер в 1797)
- дата неизвестна
  - Джон Браун, теолог
  - Мэри Leapor, поэт (умер в 1746)
  - Уарис Шах, Панджаби Мусульманский поэт (умер в 1798)

## Умерли
- 23 января - Генри де Булэйнвиллиерс, историк (родился в 1658)
- 11 марта - Джон Толанд, Философ (родился в 1670)
- Август- Роберт Сиббальд, собиратель древностей(родился в 1641)
- 18 сентября - Андре Дасир, французский учёный (родился в 1651)
- 26 декабря - Жан Франтиск Бековски, Чешский историк и переводчик (родился в 1658)
- дата неизвестна
  - Джоанн Мишель Хайнеккиус, теолог (родился в 1674)